# Pachydema valdani
Pachydema valdani är en skalbaggsart som beskrevs av Lucas 1859. Pachydema valdani ingår i släktet Pachydema och familjen Melolonthidae. Inga underarter finns listade i Catalogue of Life.